# Бармін Олександр Григорович
Олександр Григорович Бармін (справжнє прізвище Графф, 16 (28 серпня) 1899, Валява, Київська губернія — 25 грудня 1987, Роквілл, Меріленд) — радянський розвідник і дипломат, комбриг, утікач з СРСР. Був одружений з внучкою президента США Теодора Рузвельта. Дочка — американська журналістка Марго Рузвельт.
Народився в заможній родині, батько — вчитель, німець; мати — селянка, українка. До дев'яти років ріс і виховувався в селі з матір'ю і дідом. Потім навчався в 4-й Київській гімназії. У роки Першої світової війни втратив батька, матір вдруге вийшла заміж і вітчим вигнав Олександра з дому. Щоб оплачувати навчання в гімназії, давав уроки, переписував документи в управі, рубав дрова, розвантажував баржі на Дніпрі, працював човнярем, лісорубом. Кілька разів був змушений кинути навчання.
В 1919 році кинув навчання в Київському університеті і вступив в Червону Армію; у тому ж році вступив в РКП(б). У 1920 році навчався на командних курсах, на східному відділенні Військової Академії, в 1923 закінчив 3 курси Військової академії. У 1921 році був уповноваженим РВР Туркестанського фронту; потім консулом в Карші (Бухара).
У роки внутріпартійної боротьби співчував групі Л. Троцького, але до її складу не входив.
У 1923–1925 роках очолював генеральне консульство, був генеральним консулом СРСР в Гілянській республіці (Персія). Займав інші дипломатичні пости, в тому числі генерального консула в Решті (Іран). З 1935 року був першим секретарем представництва в Афганістані, працював у Франції як резидент Головного розвідувального управління, в 1937 році був повіреним у справах СРСР в Греції.
На початку 1937 року будучи в Москві, дізнався про фабрикації відкритих процесів проти опозиціонерів. Повернувшись до Греції, поділився обізнаністю з деякими товаришами по службі. Відчувши, що зміст його бесід відомий в Москві, відправив телеграму до Наркомату закордонних справ про бажання взяти відпустку і 18 липня 1937 року втік у Францію.
Виступав у пресі зі статтями, що викривали політику Й. Сталіна, звертався до західних країн «врятувати радянських дипломатів». З 1940 жив у США. Під час Другої світової війни в 1942 році вступив на службу у Збройні сили США і працював в Управлінні стратегічних служб. У 1944 році звільнився зі служби у зв'язку зі статтею, в якій він засудив прорадянський курс адміністрації Білого дому.
В 1948 році одружився з Едіт Рузвельт — внучкою Теодора Рузвельта. Йому було 49 років, нареченій — 20, вона тільки що закінчила коледж. Для неї це був перший шлюб, для нього — третій. В 1952 році вони розлучилися, на час розлучення Едіт Рузвельт була вагітною.
З 1953 року працював завідувачем відділом Руської служби «Голосу Америки», в 1964 році — відповідальним у справах СРСР при Інформаційному агентстві США, з 1969 року — спеціальний радник агентства. Вийшов на пенсію в 1972 році.

## Мемуари
- Бармин Александр Григорьевич. Соколы Троцкого [Архівовано 17 серпня 2013 у Wayback Machine.](рос.)